# امپراطوری از پاریس
امپراطوری از پاریس (به انگلیسی: The Emperor of Paris) فیلمی محصول سال ۲۰۱۸ و به کارگردانی ژان فرانسوا ریشه است. در این فیلم بازیگرانی همچون ونسان کسل، فریا میور، دونی منوشه، آگوست دیل، جیمز تیری، پاتریک شنه، اولگا کوریلنکو، فابریس لوکینی و دونی لوان ایفای نقش کرده‌اند.